# Alex Saab
Alex Nain Saab Morán (Barranquilla, Colombia; 21 de diciembre de 1971) es un empresario colombiano de ascendencia libanesa.Desde 2017, es investigado por ser presunto testaferro del presidente de Venezuela Nicolás Maduro. Asimismo, es mencionado en los Panama Papers, Pandora Papers, FinCEN Files e investigaciones periodísticas, y estaba solicitado por las autoridades de Colombia y Estados Unidos hasta marzo de 2024 cuando le retiraron los cargos. por realizar negocios con el gobierno de Venezuela, a diferencia de otros empresarios colombianos que tuvieron que dejar de exportar a Venezuela debido a la incertidumbre frente a los pagos de sus facturas de importación y los excesivos controles motivados a la aplicación del control cambiario en Venezuela. En 2018 Saab se convirtió en informante de la Administración de Control de Drogas (DEA) y compartió información sobre los sobornos que ofrecía a los funcionarios venezolanos y sus contratos con el gobierno, según documentos publicados en 2022.
Saab se enriqueció con el negocio de proveedores de materiales de la Misión Vivienda en Venezuela. Armando.Info, un medio venezolano de periodismo de investigación, denunció que Saab recibió 159 millones de dólares del gobierno venezolano para importar materiales de vivienda entre 2012 y 2013, pero solo entregó productos por valor de 3 millones de dólares. Posteriormente vendió alimentos a Venezuela por más de 200 millones de dólares en un contrato firmado por el presidente Nicolás Maduro. Los alimentos se revendieron posteriormente en Venezuela por un 112% más de su precio original.
Saab ha sido investigado por las autoridades colombianas por el presunto lavado de 25 millones de dólares entre 2004 y 2011. El 8 de mayo de 2019, la Fiscalía General de Colombia imputó a Saab cargos de lavado de activos, concierto para delinquir, enriquecimiento ilícito, exportaciones e importaciones ficticias y estafa agravada por hechos relacionados con su empresa Shatex. El fiscal general de Colombia emitió un comunicado informando la extinción de dominio de sus bienes por un valor de 35 mil millones de pesos representado por siete inmuebles.Durante investigaciones, sus auditores contables fueron detenidos e imputados por la fiscalía. Tuvo vigente una circular roja de Interpol para ser ubicado e interrogado por una acción criminal en perjuicio del Estado colombiano. Tanto Saab como su contable fueron absueltos de los cargos colombianos en mayo de 2024, decisión apelada por la Fiscalía General.
Saab fue arrestado en Cabo Verde el 12 de junio de 2020 cuando su avión aterrizó en el Aeropuerto Internacional Amílcar Cabral en la Isla de Sal para recargar combustible. Estados Unidos solicitó su extradición, la cual fue aprobada y se ejecutó el 16 de octubre de 2021.
El gobierno venezolano originalmente negó o ignoró cualquier relación con Saab durante años, pero tras su detención en Cabo Verde comenzó a desplegar una campaña de apoyo en favor de Saab y para evitar su extradición, usando cuentas de redes sociales gubernamentales y llenando Caracas de vallas publicitarias, murales y grafitis pidiendo su liberación, organizando manifestaciones en su apoyo e iniciando una serie en YouTube sobre él. En diciembre de 2023 fue indultado por el gobierno de Joe Biden durante un intercambio de prisioneros con Venezuela.

## Trayectoria
Alex Saab comenzó su carrera en Barranquilla, vendiendo llaveros de promoción empresarial y posteriormente empezó a confeccionar uniformes de trabajo, camisetas estampadas y ropa. En octubre de 1998, fue creada la empresa Shatex S.A. por Alex Saab, con la que iniciaría sus movimientos comerciales. En 2003, cuando el gobierno venezolano aplicó el control cambiario, se involucró en el comercio de exportación. Rntre 2004 y 2007 sus operaciones iniciales entre legales y ficticias, manipuló sus declaraciones de renta y registros financieros que marcaron ingresos por 2292 millones de pesos, llevando doble contabilidad, una para los bancos (otorgamiento de créditos) y otra para la Dirección de Impuestos y Aduanas (pago de tributos). Con el tiempo Saab fue mezclándose entre un grupo de empresarios colombianos reconocidos, entre ellos conoció a Álvaro Enrique Pulido Vargas y a la senadora Piedad Córdoba, utilizando el sistema preferencial de divisas de Cadivi, que tenía libre movilidad de capital y para ello hizo uso de ocho empresas de las cuales siete eran empresas offshore de maletín.
Según una fuente de Univision, durante este tiempo Saab acumuló deudas millonarias tras la suspensión de pagos de divisas por parte del gobierno venezolano, el cual a su vez alegaba que algunos empresarios del país habían estafado al sistema de Cadivi por una millonaria suma, recordando la época de la crisis bancaria de 2009. Saab no fue acusado en esa oportunidad de dicho fraude. En ese tiempo la empresa de Saab ingresó a Colombia, por concepto de reintegro de divisas por exportaciones de Colombia y Ecuador hacia Venezuela gracias al sistema Cadivi, el dinero que fue desbloqueado en el año 2010 desde el Banco Central de Venezuela gracias a la intervención de Piedad Córdoba durante su apoyo a varios empresarios colombianos en igual situación (otros son Carlos Mattos y Lorenzo Hernández), para lo cual esta habría cobrado una comisión de unos 15 millones de dólares. La deuda a Colombia es de 16 420 435 dólares, cerca de 33 550 millones de pesos, la cual habría evadido responsabilidades tributarias y aduaneras hacia el Estado colombiano, auspiciado por su administrador Devis José Mendoza Lapeira, representante de la empresa Shatex S.A., la que dejó de existir en el 2010. El dinero provenía principalmente de exportaciones realizadas a Venezuela (la fiscalía colombiana ha acusado a Alex Saab y Devis José Mendoza). Según el periodista de Univision Gerardo Reyes Copello, es ese año que Alex Saab hace amistad con el secretario privado de Nicolás Maduro, William Amaro Sánchez.
Es en noviembre del 2011, que Saab da el gran salto que lo enriqueció debido al negocio como proveedor de materiales de la Misión Vivienda en Venezuela, valiéndose del diferencial cambiario entre el dólar paralelo y el dólar preferencial en perjuicio del Estado venezolano. El 28 de noviembre del año 2011, se firmó el convenio colombo-venezolano entre el Estado venezolano y la empresa Fondo Global de Construcción de Colombia, organización que fue registrada en Bogotá con un capital de 1707 millones de pesos colombianos el 24 de noviembre de 2011, 4 días antes de la firma del convenio en Caracas, cuyo representante legal era Alex Saab, que derivó en un contrato de 685 millones de dólares para la instalación en Venezuela de una fábrica de kits para la construcción de viviendas prefabricadas de polietileno expandido y mallas electrosoldadas. En el acto estuvieron presentes los presidentes Juan Manuel Santos y Hugo Chávez, al igual que el entonces canciller Nicolás Maduro. El abogado de Saab, Abelardo de la Espriella, le aseguró en ese entonces a La W Radio que la sede del Fondo Global de Construcción en Ecuador no tenía ningún nexo con el empresario colombiano, mientras la misma organización estaba siendo investigada por el gobierno ecuatoriano por lavado de activos a través de exportaciones falsas hacia Venezuela. En julio de 2013, en Ecuador se divulgaron investigaciones acerca de exportaciones ficticias. La Fiscalía General de Ecuador informó sobre los resultados de investigaciones realizadas por varios meses a tres empresas, a las cuales se les bloqueó 59 millones de dólares, y clonaban facturas para justificar operaciones ficticias. Juan Manuel Santos, Piedad Córdoba y Gustavo Petro negaron cualquier vínculo con Saab. En Venezuela, Fondo Global de Construcción en Venezuela tiene proyectos como Centro Comercial Comunitario Catia La Mar, Cancha El Valle, Hotel Aeropuerto de Maiquetía y el complejo habitacional Ciudad Caribia. También está a cargo, junto a Gerencia Técnica e Infravargas, de la construcción del estadio Carlos “Café” Martínez, en Macuto, estado Vargas. Fondo Global de Construcción participa en otros grandes proyectos de viviendas del Estado venezolano, como por ejemplo un complejo habitacional de 616 viviendas multifamiliares en Los Guayos, estado Carabobo.

### Entrevista en Caracas
Una de las pocas entrevistas a Alex Saab fue realizada en agosto de 2017, donde admite amistad con Piedad Córdoba y con el concuñado de Gustavo Petro, "amigo hace muchos años de la doctora Piedad Córdoba. La admiro mucho por su lucha a favor de los derechos humanos". Negó ser accionista de Group Grand Limited establecida en Hong Kong, para ese momento ya su hijo Shadi había vendido sus acciones y negó tener investigaciones por lavado de activos y narcotráfico en Estados Unidos.

### Empresa y asociaciones de Alex Saab
| Empresa                                         | Años de Operación | Socios | Actividad Principal                     | Ubicación                         |
| ----------------------------------------------- | ----------------- | --- | --------------------------------------- | --------------------------------- |
| Fondo Global de Construcción (Foglocons)        | 2010-2013         | Alex Saab, Álvaro Pulido Vargas, Luis Sánchez Yáñez                                                                            | Construcción de petrocasas              | Ecuador, Colombia, Venezuela      |
| Vram Holding S.A.S.                             | 2013-2015         | Alex Saab, Álvaro Pulido Vargas, Adrián Perdomo Mata, Adriana Martínez Rodríguez                                               | Insumos para la construcción            | Relacionado con Fondo Global      |
| Trenaco                                         | 2015              | Alex Saab, Adián Perdomo Mata, Carlos Gutiérrez Robayo                                                                         | Contrato con PDVSA                      | Colombia, Suiza, Venezuela        |
| Global Foods Trading                            | 2015              | Alex Saab, Álvaro Pulido Vargas, Emmanuel Rubio González, Amir Nassar Tayupe, Fernando Bermúdez Ramos                          | Venta de alimentos                      | Panamá, Venezuela                 |
| Mulberry Proyec Yatirim                         | 2016-2018         | Alex Saab, Álvaro Pulido Vargas, Betsy Desiree Mata                                                                            | Tiendas CLAP                            | Turquía, Venezuela                |
| Group Gran Limited                              | 2014-2018         | Alex Saab, Álvaro Pulido Vargas, Enmanuel Rubio González, Shadi Saab (Director), Carlos Lizcano, Andrés Orlando León Rodríguez | Tiendas CLAP, Medicinas                 | China, India, México              |
| Salva Foods 2015                                | 2017-2019         | Alex Saab, Álvaro Pulido Vargas, Carlos Lizcano                                                                                | Tiendas CLAP                            |                                   |
| Merzedes Holding Ltd                            | 2017-2019         | Alex Saab, Álvaro Pulido Vargas, Carlos Lizcano                                                                                | Tiendas CLAP                            | Emiratos Árabes Unidos, Venezuela |
| Marilyns Proye Yatirim                          | 2019              | Alex Saab, Álvaro Pulido Vargas, Adrián Antonino Perdomo                                                                       | Empresa minera, Empresa mixta Minerven, | CARBOTURVEN Turquía, Venezuela    |
| Glenmore Proje Insaat                           | 2016              | Lorenzo Antonelli | Explotación de carbón                   | CARBOTURVEN Turquía, Venezuela    |
| Aleaciones Metálicas del Pacífico (ya disuelta) |                   | Iván Caballero Ferreira, Amir Nassar Tayupe, Adrián Perdomo Mata                                                               |                                         |                                   |

#### Empresas relacionadas
- Fondo Global de Construcción constituido en noviembre de 2011
- Fondo Global de Construcción de Colombia
- Fondo Global de Construcción de Ecuador constituido el 2 de octubre de 2012 por Álvaro Pulido y Luis Eduardo Sánchez.
- Asasi Food FZC
- "Salva Foods 2015" constituida en 2015 su propietario es Carlos Rolando Lizcano Manrique empleado de Alex Saab
- Kinlock Investment, empresa inglesa de propiedad de su cuñado Lorenzo Antonelli.[59]
- Group Grand Limited con su director Shadi Nain Saab Certain desde 2015 hastael 24 de febrero de 2017, Carlos Rolando Lizcano Manrique representante
- MAVETUR Empresa mixta "Maderas de Venezuela y Turca Glemore Proje Insaat constituida el 29 de mayo de 2019 con un activo de 347,000 hectáreas sembradas de pino.[60]
- CARBOTURVEN Carbones Binacional de Turquía-Venezuela constituida en 31 de agosto de 2018, bajo decreto N° 3599 con objeto social desarrollar las actividades primarias de exploración en búsqueda de yacimientos de carbón, así como la extracción y explotación de carbón.[61]
- MIBITURVEN Minería Binacional Turquía-Venezuela constituida el 31 de agosto de 2018, bajo decreto N° 3598 dedicadas a las Actividades de Exploración y Explotación del Oro y demás Minerales Estratégicos[62]
- Glenmore Proje Insaat aparecen registradas entre 2014 y 2015 en Estambul, asociada con Carbozulia fusionada en CARBOTURVEN[63]
- Marilyns Proje Yatirim aparecen registradas entre 2014 y 2015 en Estambul, asociada con Carbozulia fusionada en MIBITURVEN

## Ascenso y asociación con el gobierno de Maduro
Su ascenso comenzó en Barranquilla, Colombia, donde inicialmente se dedicó a la venta de artículos promocionales y uniformes de trabajo. Su conexión con Álvaro Pulido Vargas, relacionado con la senadora colombiana Piedad Córdoba, le abrió puertas en Venezuela. Esta relación fue clave para establecer vínculos con el gobierno de Hugo Chávez y posteriormente con el de Maduro.La designación de Saab como presidente del Centro internacional de Inversión Productiva (CIIP) de Venezuela el 15 de enero de 2024 marca un punto culminante en su influencia dentro del país. Este cargo, esencial en el contexto de las sanciones internacionales y los bloqueos comerciales que enfrenta Venezuela, otorga a Saab un rol significativo en la gestión de proyectos productivos y la promoción de la Marca País. Este nombramiento fue visto como una estrategia de Maduro para fortalecer las finanzas del país, a pesar de las controversias en torno a Saab. Sin embargo no se ha vuelto a mencionar como embajador diplomático.

## Investigaciones
Según un documento obtenido por Univision, la visa estadounidense de uno de los hijos de Saab fue negada en 2016 bajo la Ley de Inmigración y Nacionalidad, la cual permite al gobierno de Estados Unidos negar la entrada al hijo de una persona si ese hijo se ha beneficiado de la actividad ilegal de su padre y sabía o debía saber que dicho beneficio era ilegal. Una fuente cercana a la DEA explicó a Univision que el organismo está investigando negocios de Saab y Pulido en Estados Unidos relacionados con lavado de dinero. La misma versión obtuvieron los periodistas de la agencia Reuters, Alexandra Ulmer y Girish Gupta.
De acuerdo con fuentes cercanas a su empresa, Alex Saab adquirió dos casas y un lote ubicados en la carrera 59 entre calles 84 y 85, en el norte de Barranquilla, para construir su vivienda con un amplio jardín. El proyecto de remodelación y ampliación tiene permiso de la Curaduría Urbana N.º 2, según se lee en la valla ubicada en la entrada de la obra. Al mismo tiempo, Saab forjó una buena relación con la destituida senadora Piedad Córdoba, quien mantuvo una buena relación tanto con el presidente Hugo Chávez como con Nicolás Maduro. Alex adquirió un avión ejecutivo en el que viajaba a París, donde alquiló una amplia casa y compró varios automóviles de lujo. La senadora Córdoba fue visitante de la casa en Francia en sus viajes de compras a las mejores tiendas de París.
Saab también utilizó los servicios de la firma Mossack Fonseca, centro del escándalo de los Papeles de Panamá, para crear compañías en el exterior, incluyendo Seafire Foundation, Lintel Overseas y P I Proment International Sociedad Anónima Kingstone Team Inc. Uno de los empleados de Mossack Fonseca explicó en un correo electrónico interno de la firma que Saab "está requiriendo constituir sociedades en diferentes jurisdicciones como fundaciones y fideicomisos". Richard Díaz, asesor legal de Saab, dijo a Univision que esas empresas nunca llegaron a realizar actividad alguna. "Ninguna cuenta bancaria se abrió en ninguna parte del mundo a nombre de ninguna de esas compañías".
Gracias a una sociedad registrada en Hong Kong, la Group Grand Limited, Saab ha logrado venderle alimentos y medicinas a Venezuela por más de 919,83 millones de dólares en cuatro contratos, negociación firmada por Nicolás Maduro entre el 2016 y el 2017. Saab vivía en la urbanización El Rosal del este de Caracas, en «Torre Galipán», ocupando los pisos 4, 10 y el piso 11 usado como su oficina personal.
El 25 de julio de 2019, la Oficina de Control de Activos Extranjeros emitió un comunicado de prensa a través de la Embajada de Estados Unidos en Venezuela de las sanciones a Alex Nain Sabb Morán, Álvaro Enrique Pulido Vargas, su hijo Emmanuel Enrique, Rubio González, los tres hijos de Cilia Flores y el ministro José Gregorio Vielma Mora que estaban incluidos en tres casos de corrupción que se expandieron por Colombia, Panamá, México, Estados Unidos, Turquía, Hong Kong y Emiratos Árabes Unidos. Estos países fueron usados para la trama de corrupción de la venta de alimentos del programa «chavista» de los CLAP, la venta de oro a Turquía —en el caso de la empresa Mulberry— y la adjudicación para construir 25 mil viviendas. También incluyó a 13 empresas relacionadas con Saab y Pulido registradas fuera de Venezuela.

### En Ecuador
En el año 2009, con el ingreso de Ecuador al ALBA, se creó el Sistema Único de Compensación Regional de Pagos (Sucre), sistema que se utilizaría para el comercio entre Ecuador y Venezuela, y por el cual operaría la empresa Foglocons y otras empresas ecuatorianas.
Una investigación se inició en 2013 en Ecuador, solicitando la detención de Álvaro Pulido (socio de Alex Saab en la empresa Fondo Global de Construcción de Colombia) en 2015 por un escándalo de corrupción de su empresa Fondo Global de Construcción de Ecuador (Foglocons) constituido el 2 de octubre de 2012 por Álvaro Pulido y Luis Eduardo Sánchez. (hermano de Jaime Sánchez Yáñez, asesor de seguridad del expresidente Rafael Correa) Las operaciones se iniciaron en Guayaquil por la exportación de productos de planchas de construcción prefabricadas, materiales y acabados de construcción enviadas a la empresa ELM Import S.A. de Venezuela, el Banco Central del Ecuador (BCE) reportó 185 transferencias por las exportaciones cuestionadas que sumaban 159,9 millones de dólares enviados desde el Banco Central de Venezuela, mientras Foglocons registraba compras de apenas de 200 000 dólares entre diciembre de 2012 y marzo de 2013. Sin embargo, un informe del Servicio Nacional de Aduana establece que entre lo que la compañía exportó y lo que recibió de esta transacción económica justificaría solo 3,1 millones de dólares del total. El 22 de noviembre de 2013, el fiscal Galo Chiriboga denunció la trama y el juez ordenó bloquear 57 millones de dólares de las cuentas bancarias de Foglocons, pero en julio de 2014 la jueza Madeline Pinargote anuló el caso y ordenó la devolución del dinero en enero de 2015. El caso fue sobreseído en enero de 2016 por la jueza María Lorena Jaramillo, el fiscal Chiriboga apeló el sobreseimiento. En marzo de 2016, el juez Galo Ramos dejó sin efecto la retención de los valores relacionados al caso. La jueza Madeline Pinargote fue sentenciada a tres años de cárcel por prevaricato.
En octubre de 2021, el asambleísta ecuatoriano Fernando Villavicencio pidió a la fiscal general de Ecuador, Diana Salazar Méndez, investigar a Alex Saab y a Álvaro Pulido, de acuerdo a un informe de la Secretaría de Aduanas que establece que la compañía Fondo Global de Construcción realizó exportaciones a Venezuela por 296 millones de dólares en contratos ficticios de exportaciones y declaró en aduana por la salida de divisas de apenas 2,2 millones de dólares donde participaron directamente Álvaro Pulido y el venezolano Luis Eduardo Sánchez Yáñez, ambos vinculados al narcotráfico. En comparecencia, el gerente general del BCE, Guillermo Avellán, declaró que durante el tiempo que ha tenido vigencia el Sucre, Ecuador exportó 2697 millones de dólares, el 99 % para Venezuela y del cual 2400 millones ocurrieron durante el gobierno de Rafael Correa. Para ese mes de 2021, el BCE todavía está dentro del sistema Sucre, pero se encuentra en pausa desde el 2019, año en que desaparece el dólar preferencial en Venezuela. Han sido citados a comparecer Rafael Correa y el excandidato presidencial Andrés Arauz que trabajó en el BCE para que informe sobre el sistema Sucre. El BCE ha solicitado información al Consejo Monetario Regional del Sucre, cuya sede está en Venezuela. Una de las compañías que operaron con la divisa latinoamericana, de la cual Hugo Chávez decía que “nos liberará de la dictadura del dólar”, fue la empresa Fondo Global de Construcciones (Foglocons), constituida en Bogotá. La fiscal general Salazar denunció que existe impunidad sobre los responsables de las empresas sobreseídos desde el 2016 de los socios de Alex Saab. El 14 de diciembre de 2021 Ecuador envió un informe a las fiscalías de Estados Unidos, Panamá, Colombia y Venezuela  del caso de corrupción que involucra a Alex Saab.
Un informe de diciembre de 2021 pone al descubierto un viaje realizado en marzo de 2013 de un  jet ejecutivo, a velocidad de crucero con salida desde el Aeropuerto Internacional El Dorado de Bogotá hacia Cuenca al sur de Quito de ocho funcionarios el venezolano Carlos León Ponte, uno de los cajeros de Alex Saab, propietario de casa de valores en Panamá, Cefis, y otra de igual nombre en Ecuador, recibió transferencias por $32,692,705 en menos de un año; el colombiano Álvaro Pulido Vargas, narcotraficante antes Germán Rubio Salas; Guillermo Montefusco Lange, director de Fondo Global Petróleo también ligado a Chapelin Inversiones SL., Fondo Global Agrícola SL., y una entidad financiera venezolana llamada Mi Banco, relacionada con otra empresa en Ecuador (Blue Numbers Securities) que recibió 20 millones. Además estaban Carlos Pérez Castro, el hombre de Fondo Global en España; Luis Gusti Lugo, nombrado en junio de 2021 miembro del directorio de Citgo (terminó siendo expulsado por el escándalo en 2022); el experto petrolero Luis Giusti López, expresidente de PDVSA; José Borja Sánchez y Luis Sánchez Yánez, accionista de Fondo Global Ecuador, todos relacionados con Alex Saab.
A raíz de un informe en la que Piedad Córdoba tenía supuestos nexos con Saab, esta respondió que tomaría acciones judiciales contra aquellos que lo acusan en el caso y arremetió contra el diputado y periodista Fernando Villavicencio, quien aseguró que tenía pruebas que confirmaban su relación con el empresario. Córdoba afirmó posteriormente que el caso de Alex Saab es usado para frenar a la coalición política Pacto Histórico.

### En Colombia
La Fiscalía de Colombia y la Dirección de Investigación Criminal e Interpol (DIJIN) emitieron órdenes de captura el 24 de septiembre de 2018 contra siete personas, incluyendo a Alex Saab, acusadas de lavar activos de por 25 mil millones de pesos entre 2004 y 2011, y planeaban realizar un operativo al día siguiente. Sin embargo, la operación fue frustrada después de que Eddie Andrés Pinto, un patrullero de la DIJIN que fungía como analista de interceptaciones, alertó a varios miembros del grupo sobre sus arrestos. Como respuesta, Alex Saab escapó hacia Venezuela y sus hermanos, Luis Alberto y Amir, apagaron sus teléfonos móviles y las autoridades perdieron su rastro. Después de una investigación, de la alerta de un informante anónimo y de una denuncia por extorsión realizada por una persona de confianza de Saab, las autoridades colombianas identificaron a Andrés Pinto como responsable; el 11 de octubre fue arrestado en Bogotá y la Fiscalía le imputó cargos por cohecho y violación ilícita de comunicaciones o de correspondencia de carácter oficial. Pinto anunció su intención de colaborar con las autoridades. Para entonces se desconocía si el grupo de los imputados y Saab contactaron a la DIJIN para filtrar datos sobre la operación, o si estaban siendo objeto de extorsión, y la Fiscalía evaluaba si Pinto recibió beneficios a cambio de información. El 23 de septiembre de 2018, uno de los abogados de Saab interpuso una denuncia en la fiscalía por intento de extorsión de “parte de un presunto funcionario público, quien le está suministrando información confidencial de unos procesos investigativos en contra de la familia Saab utilizando mensajes de WhatsApp y Telegram, a cambio de algún fin económico o laboral”.

#### Operación de arresto frustrada
En la madrugada del 25 de septiembre de 2018, se frustra la detención de Saab en Colombia por un delator de la policía colombiana de nombre Eddie Andrés Pinto que filtró la ejecución de la operación e informó a la firma de abogados de Abelardo de la Espriella. Alex horas antes huyó para Venezuela, al igual sus hermanos, socios e hijos, desaparecieron, y es solicitado por la justicia colombiana por una investigación por lavado de activos. El 12 de octubre, Andrés Pinto aceptó los cargos de extorsión que se le imputaron. Según la denuncia en los audios y capturas de WhatsApp aportados en la misma, Pinto solicitaba 500 millones de pesos a cambio de borrar toda la información que existiera en nombre de Saab, manifestando además que no había nada que comprometiera al ciudadano o su familia. Según la Fiscalía, la situación es diferente y no se trata de una extorsión sino de un policía con acceso a la investigación de los Saab que estaba vendiendo información reservada, por lo que el tribunal sentenció a Eddie Pinto delito de cohecho y violación ilícita de comunicaciones o correspondencia de carácter oficial.

#### Imputación
Desde septiembre de 2018 es considerado prófugo en Colombia por no atender a ninguna diligencia judicial y con una orden de captura en firme. El 8 de mayo de 2019, la fiscalía de Barranquilla le imputó a Saab los delitos de lavado de activos por 25 mil millones de pesos, recursos llegados en el 2007 desde Venezuela, concierto para delinquir, enriquecimiento ilícito, exportaciones e importaciones ficticias y estafa agravada por hechos relacionados con su empresa Shatex S.A. extinta en el 2010. El 4 de septiembre de 2020, fueron acusados formalmente por el fiscal general por lavado de activos y exportaciones falsas en una audiencia virtual el accionista principal de Shatex S.A., Alex Saab, y su contador Devis José Mendoza Lapeira, al evadir responsabilidades tributarias y aduaneras. La fiscalía encontró doble contabilidad entre 2007 y 2008, también descubrió importaciones ficticias por 25 300 millones de pesos (unos 6,8 millones de dólares), otro caso fue entre 2004 y 2011 "ingresó a Colombia, bajo el argumento de ser un reintegro de divisas por sus exportaciones, unos 16,4 millones de dólares, cerca de 33 550 millones de pesos, que venían en su mayoría de Venezuela".

#### Levantamiento de cargos
El 17 de mayo e 2024 el juzgado de primera instancia de Barranquilla (Colombia) absolvió de todos los cargos al colombiano Alex Saab, tras ser acusado de usar su empresa, Shatex, para realizar supuestamente importaciones y exportaciones ficticias. La Fiscalía General colombiana acusaba a Alex Saab de manipular contabilidades y registros financieros, además del lavado de $25.000 millones a través de operaciones de comercio exterior. Ese dinero habría llegado desde Venezuela en 2007 y salieron de Colombia a cuentas del exterior de sociedades fantasmas. La Fiscalía contemplaba expresiones como «doble contabilidad», «empresa de papel» y «crecimiento económico inusual». El abogado del empresario colombiano, insistió en que no existe evidencia fáctica o fundamento legal que soporte la teoría de que hubo operaciones de comercio exterior inusuales.

### En México
El 23 de agosto de 2017, la fiscal general de Venezuela, Luisa Ortega Díaz, señaló a Alex Saab como el propietario de la firma mexicana Group Grand Limited, junto con los empresarios también colombianos Álvaro Pulido y Rofolfo Reyes, “presumiblemente es socio del presidente Nicolás Maduro” y se dedicaba a vender alimentos desde diferentes países a los CLAP (Comités Locales de Abastecimiento y Producción), un programa gubernamental en Venezuela que comercializa productos regulados entre la población. Gracias a otra sociedad registrada en los Emiratos Árabes Unidos, la Asasi Food FZC, ha logrado vender al gobierno de Venezuela la suma de 548,78 millones de euros. Saab habría conocido a Álvaro Pulido en 2012, cuando se dedicaba a proveer a la empresa de Saab, pero esta actividad habría dejado de realizarla en 2014.
Las constantes denuncias por parte de los consumidores venezolanos sobre la calidad de la leche en polvo producida en México llevó a investigaciones entre septiembre y diciembre de 2017 a realizar varios análisis de laboratorio químico a petición de Armando.info determinándose un fraude al incumplir con las normas Covenin y los parámetros del Instituto Nacional de Nutrición, la denuncia se hizo en febrero de 2018 por parte de Armando.info, el 14 de mayo el diputado Freddy Superlano presidente de la comisión de contraloría de la Asamblea Nacional viajó a México para presentar una denuncia ante la Procuraduría General de la República (México), las empresas y personas involucradas acordaron con el gobierno mexicano pagar tres millones de dólares al Alto Comisionado de las Naciones Unidas para los Refugiados (ACNUR) después de determinarse la comercialización de la baja calidad de la leche en polvo y con sobreprecio de 112 % de productos alimenticios para el pueblo venezolano. Estas multas irrisorias con la captura de Álex Saab y el congelamiento de cuentas en México revela nuevas irregularidades del acuerdo reparatorio revelando la participación de Álex Saab, Álvaro Pulido y al presidente presuntamente venezolano mencionado por la exfiscal Luisa Ortega Díaz quienes no han sido criminalizados por las autoridades en México pero si en el Estado de la Florida. Se ha podido determinar que en el año 2019 muchas de estas cuentas bancarias relacionadas con Group Grand Limited sancionada por la OFAC en México han sido desbloqueadas debido a la existencia de una solicitud diplomática internacional sospechosamente.
El 18 de junio de 2020 el Departamento del Tesoro de los Estados Unidos sancionó una red dirigida por Alex Saab y el ministro Tareck El Aissami  bajo la modalidad de un programa "petróleo por alimentos" usada como un disfraz, la empresa involucradas son "Libre Abordo SA" que tiene su sede en Ciudad de México y "Schlager Business Group" y las siguientes personas Joaquín Leal Jiménez, Olga María Zepeda Esparza, de nacionalidad mexicana, y su madre, Verónica Esparza García. El ministro Tareck El Aissami Maddah al frente, permitió crear una red para “negociar la reventa de más de 30 millones de barriles de crudo para beneficiarse de los ingresos”. a cambio de entregar toneladas de maíz y mil camiones cisterna para agua que no cumplieron. Otras sanciones refieren a la empresa Delos Voyager Shipping Ltd, propietaria del petrolero de bandera panameña Delos Voyager; Romina Maritime Co. Inc, propietaria registrada del buque petrolero de bandera liberiana Euroforce

### Censura en Venezuela
El 11 de septiembre de 2018, la Comisión Nacional de Telecomunicaciones de Venezuela prohibió publicar informaciones sobre Alex Saab a los periodistas del portal web Armando.info, quienes han publicado trabajos de investigación en los que señalan a Saab como un presunto miembro de actos de corrupción que existiría en torno al negocio y distribución de los alimentos para los CLAP. En el documento que está dirigido al periodista Roberto Deniz y firmado por el director general de CONATEL, Vianey Miguel Rojas “prohíbe a los ciudadanos Roberto Denis Machín, Joseph Poliszuk, Ewal Carlos Sharfenderg y Alfredo José Meza publicar y difundir a través de los medios de comunicación digitales específicamente en el sitio Armando.info, menciones que vayan contra el honor y reputación del ciudadano Alex Naím Saab (…) hasta tanto finalice el presente proceso en la causa que se sigue contra los mencionados ciudadanos”.
La prohibición fue denunciada por el Sindicato Nacional de Trabajadores de la Prensa (SNTP), el cual también denunció que desde la publicación de los reportajes sobre Alex Saab, el sitio Armando.info ha sufrido ataques masivos cibernéticos, alertando que la prohibición de mencionar al ciudadano en sucesivos trabajos de investigación "aumenta la amenaza". Roberto Deniz rechazó la medida, recordando que después de las publicaciones el equipo periodístico anteriormente había sido amenazado vía Twitter, recibieron prohibición de salida del país por parte del Juzgado 11.º en Caracas y ahora se les prohibía continuar la investigación de Saab, denunciando que según "la lógica de la jueza que lleva demanda de Alex Saab contra periodistas de Armando.info, está por encima el “honor” y la “reputación” de Alex Saab a la posibilidad de que los venezolanos conozcan el negocio que hay detrás de los CLAP”. Los cuatro periodistas fueron demandados en Caracas por parte de Saab por difamación agravada continuada e injuria agravada.
Otros cuatro periodistas del portal investigativo Armando.info, Alfredo Meza, Ewald Scharfenberg, Joseph Poliszuk y el redactor Roberto Deniz, fueron perseguidos y tuvieron que salir de su país (Venezuela) por los diferentes artículos desde el 2016 de investigación de corrupción en las diferentes tramas de Alex Saab que hicieron posible las denuncias a través del portal Armando.info. De igual manera el periodista colombiano Gerardo Reyes, jefe de la Unidad Investigativa de Univision también ha seguido e investigado la trayectoria de Saab desde sus primeros inicios en Colombia.

### Een Italia
El 25 de noviembre de 2019 la Guardia di Finanza de Italia incautó una cuenta corriente de 1,8 millones de euros a nombre de Luis Alberto Saab Morán (hermano de Alex) y un apartamento de lujo en el cuarto piso de la Vía Condotti, una de las calles más elegantes de la ciudad de Roma, valorado en 4,8 millones de euros, la investigación los condujo hasta una empresa en Dubái. Su propietaria, la italiana Camilla Fabri, pareja de Alex Saab, obtuvo su patrimonio producto del lavado de dinero de los negocios de Saab con el gobierno de Venezuela a través de los programas socialistas, primero con Cadivi, posteriormente con recursos de la Gran Misión Vivienda Venezuela. En abril de 2022 el fiscal Francesco Cascini de Roma emitió cinco órdenes de detenciones contra Alex, Camila, Adrianna F, patrizia F. Y Lorenzo Antonelli de la cual son detenidas en Italia Adriana y Patrizia Fiore de 47 y 45 años de edad,  tías de Camila con arresto domiciliario, Lorenzo el cuñado de Camila no se encontraba en el país. De las investigaciones se determino que 50 millones de euros procedentes de Venezuela de los cuales 10 millones de euros han sido incautados por los tribunales en diferentes cuentas bancarias incluyendo un apartamento en la Vía Condotti en Roma comprado en 2018 en 5 millones de euros, sede de la joyería Bulgari de su propiedad; también se ubicaron 120 kg de oro depositados en un banco suizo, para el blanqueo usaron 26 empresas familiares con sedes en Roma, Inglaterra, Rusia y Emiratos Árabes. Los Tribunales de Roma han ordenado el arresto de cinco personas entre ellos a Alex Saab, Camila Fabri (vive en Caracas), Arianna y Patrizia Fiore (tías de Camila),  y Lorenzo Antonelli (cuñado que reside en Dubái).

### Transacciones en Antigua y Barbuda
En septiembre de 2020 una filtración de informes de actividad sospechosa o SAR (del inglés Suspicious Activity Report) presentados por bancos estadounidenses a las autoridades de la Red de Control de Crímenes Financieros FinCEN Files a BuzzFeed News y que compartió con el Consorcio Internacional de Periodistas de Investigación (ICIJ) ha ido esclareciendo los movimientos que manejaba Saab en Antigua y Barbuda a través de dos bancos, Global Bank of Commerce y otro propiedad de venezolanos en menor escala North International Bank calificado como banco corresponsal del gobierno venezolano para el programa de los Clap. Este acercamiento entre gobiernos nace con el programa de Petrocaribe en 2006 cuando era canciller Nicolás Maduro, el 18 de noviembre de 2014 el primer ministro de Antigua y Barbuda Gaston Browne emitió un pasaporte como "representante económico" a Alex Saab con la promesa que nunca se dio de instalar una fábrica de paneles para casas prefabricadas, sin embargo el 7 de mayo de 2015 le fue cancelado dicho pasaporte al tener una orden de arresto desde Colombia y ser incluido en las sanciones de la OFAC. En agosto de 2016 Sudeban autoriza según Gaceta oficial  nro 40.970 la licencia para el funcionamiento en Caracas representantes del North International Bank (NIB) a través  del cual se gestionaria pagos a la empresa Group Grand Limited para la importación el programa CLAP. En 2018 una serie de bancos presentaron sus informes a la oficina gubernamental MROS en Suiza quien dio inicio a una investigación del movimiento de casi la mitad 350 millones de dólares de los cuales EE. UU. acusa a Saab, determinó movimientos entre cuentas de Suiza y que existen 22 cuentas bancarias en importantes instituciones financieras suizas de la corporación financiera UBS. Esta investigación quedó suspendida en diciembre de 2020.

### Sanciones
El 25 de julio de 2019 la Oficina de Control de Activos Extranjeros , OFAC del Departamento del Tesoro de los Estados Unidos sancionó al
ciudadano colombiano Álex Nain Saab Moran  de 47 y a Álvaro Pulido Vargas de 55 ambos de nacionalidad colombiana. Las medidas de hoy también están dirigidas a los tres hijastros de Maduro, Walter, Yosser y Yoswal, a quienes Saab desvió dinero a cambio de obtener contratos con el Gobierno de Venezuela, incluido su programa de subsidio de alimentos. El caso será investigado por la DEA con la asistencia del FBI de Miami, el fiscal federal adjunto Michael B. Nadler del Distrito Sur de Florida
El 3 de diciembre de 2019, el TIAR reunidos en Bogotá lo incluye en una lista de sancionados aprobado por dieciséis países de un total de diecinueve de manera que no puedan transitar, ni realizar operaciones financieras en el continente americano.
En julio de 2021, Reino Unido sancionó a Alex Saab y Álvaro Pulido Vargas. Según el informe, estos extranjeros se hicieron de millonarios con contratos del Gobierno venezolano de manera ilegal para la importación de alimentos, medicinas, construcción de viviendas y otras estructuras, se ha demostrado el arte de inflar los precios en complicidad con agentes del gobierno, con lo cual ganaron una gran fortuna de forma delictiva.

## Detención

### Arresto en Cabo Verde

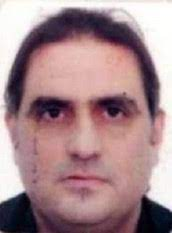
Foto de Saab publicada por el Departamento del Tesoro de Estados Unidos.

Alex Saab fue detenido el 12 de junio de 2020 en el aeropuerto internacional Amílcar Cabral de Cabo Verde según anuncio del Departamento de Justicia de Estados Unidos, es señalado como el principal testaferro de Nicolás Maduro. Su arresto se produjo cuando viajaba en un avión privado de matrícula venezolana desde Maiquetía, Caracas a Teherán que aterrizó para recargar combustible y cubría la ruta Irán-Rusia. Después de varias horas, el canciller del gobierno venezolano Jorge Arreaza envió un comunicado en Twitter calificando de "arbitraria" e "irregular" la detención, así como «un hecho violatorio del derecho y las normas internacionales», a continuación un comunicado del gobierno que informa que Alex Saab es un agente del gobierno venezolano que realizaba gestiones para los CLAP.
Desde su detención, los abogados de Alex Saab ha buscado evitar su extradición a los Estados Unidos. En julio fue contratado para su defensa el bufete de abogados del español Baltasar Garzón
La detención de un avión en la Florida matrícula venezolana YV3441 cargaba sospechosamente 18 rifles de asalto con óptica, seis escopetas y al menos 58 pistolas semiautomáticas, más US$ 20 mil en efectivo y $ 2 millones 618 mil en cheques endosados relacionadas con los pilotos venezolanos, Luis Alberto Patino y Gregori Méndez que pertenece a la empresa del venezolano Roswell Rosales, y los pilotos de Álvaro Pulido Vargas socio de Saab y la visita a Caracas de dos altos ejecutivos de Cabo Verde, Oliveira Gomes Dos Anjos, director de Turismo y Transporte de Cabo Verde, y el empresario farmacéutico, Alves Évora, «llegaron secretamente a Venezuela el lunes y pasaron la noche en el palacio presidencial de Miraflores, dieron indicios de un intento de rescate de Saab en Cabo Verde El gobierno de Cabo Verde se manifestó ante críticas respondió que cumplió con un "mandato legal". También sancionó a dos empresarios nacionales que viajaron a Caracas en secreto. En agosto de 2020 se retira el fiscal federal adjunto Michael Nadler que en junio, consiguió el arresto en Cabo Verde del empresario colombiano Alex Saab cuando el presunto testaferro de Maduro se dirigía a Irán.
El gobierno venezolano originalmente negó o ignoró cualquier relación con Saab durante años, pero tras su detención en Cabo Verde comenzó a desplegar una campaña de apoyo en favor de Saab y para evitar su extradición, usando cuentas de redes sociales gubernamentales y llenando Caracas de vallas publicitarias, murales y grafitis pidiendo su liberación, organizando manifestaciones en su apoyo e iniciando una serie en YouTube sobre él.
En agosto de 2020 un tribunal de Sofía, Bulgaria, bloqueo al menos 158 millones de dólares provenientes del FONDEN, Petróleo de Venezuela (Pdvsa) y de empresas ligadas a Alex Saab, depositado en cuentas del banco Investbank, un banco búlgaro, tras obtener varios contratos para el suministro de alimentos para los Comité Locales de Abastecimiento y Producción (Clap), bajo sospecha de actos de lavado de activos y actos de origen delictivo.
En noviembre, el entonces presidente de Estados Unidos, Donald Trump, desplegó un buque de guerra en las costas de Cabo Verde para evitar un intento de escape. Se trató de una misión secreta del buque USS San Jacinto que partió desde Virginia y cruzó el Atlántico en caso de que el gobierno de Nicolás Maduro o sus países aliados buscaran sacarlo de la isla.
El 29 de diciembre de 2020 el gobierno de Nicolás Maduro nombra a Alex Saab embajador plenipotenciario, representante permanente alterno de la Misión de Venezuela ante la Unión Africana de una manera de artificio para buscar ser liberado, sin embargo el gobierno de EE. UU. no reconoce el gobierno de Maduro como legítimo y declara que el nombramiento no tiene efectos retroactivos.
El 21 de enero de 2021 le concedieron prisión domiciliaria por una «condición de cáncer existente» mientras continuaba el proceso de extradición. La fiscalía de la Florida ha negado que se le haya notificado en el momento que se trate de un miembro de una delegación diplomática, por lo que lo considera como un fugitivo de la justicia. Una reunión secreta en la Ciudad de México en septiembre de 2020 entre un representante del gobierno venezolano, Jorge Rodríguez y la representación de EE. UU. con Richard Grenell , Rodríguez fue enfático al solicitar la liberación de Alex Saab a cambio de nueve ciudadanos norteamericanos detenidos en Venezuela, fracasó la reunión pero dejó ver que tan importante es la liberación de Alex Saab para el gobierno.
El 15 de marzo del 2021, el Tribunal Africano de la CEDEAO declaró ilegal la captura en Cabo Verde  El país africano pidió anular esa sentencia, pero el despacho internacional volvió a inclinar su balanza a favor del empresario barranquillero.
El 8 de septiembre de 2021 el Tribunal Constitucional autoriza la extradición de Alex Saab de Cabo Verde para EE. UU. El gobierno de Venezuela informa el 15 de septiembre que Alex Saab ha sido nombrado como negociador de la mesa de diálogo en México, críticos lo tildan como ridiculez e intento de abandonar la mesa de diálogo.

### Extradición a Estados Unidos
El 16 de octubre de 2021 se cumplió la orden de extradición de Saab desde Cabo Verde con dirección a Estados Unidos. Jorge Rodríguez suspendió la reunión de la mesa de diálogo en México que se llevaría el día 17 de octubre en protesta con la extradición de Saab. Nicolás Maduro ha calificado como el "secuestro de Saab".  Diferentes personajes del gobierno se mostraron muy molestos, mientras la oposición venezolana demostraba su tranquilidad por la espera de tanto tiempo para que se haga justicia y se iniciara el juicio en Estados Unidos. El asesor principal de EE. UU. de  Biden para Latinoamérica Juan Gonzales explicó acerca de la independencia del proceso judicial que se le sigue a Saab y el proceso de negociación que lleve a elecciones libres y justas haciendo todo lo posible para apoyar al pueblo venezolano. En opinión del presidente Iván Duque expresó que espera que Saab de testimonio que el gobierno de Maduro es una ‘narcodictadura’ «Hemos aportado pruebas importantes a OFAC (Oficina de Control de Activos Extranjeros) y a las autoridades de Estados Unidos mostrando las redes de lavado de activos donde hay muchas empresas fachada en nuestro país».

### Proceso judicial en Estados Unidos
El 16 de octubre de 2021 Álex Saab llegó al aeropuerto de Opa-Locka de Miami, Estados Unidos, para dar inicio al proceso que lleva la fiscalía de Miami. La División de Operaciones Internacionales del FBI transportó a Saab desde Cabo Verde hasta Estados Unidos. Durante su primera comparecencia el fiscal de EE. UU. Kurt Lunkenheimer. solicitó ante el juez John J. O’Sullivan del Tribunal de Distrito Federal para el Distrito Sur de Florida desestimar 7 de los 8 cargos para poder cumplir con lo acordado en septiembre de 2020 durante el proceso de deportación desde Cabo Verde hacia Estados Unidos. Robert N. Scola Jr juez del Distrito Sur de Florida, quien aceptó la solicitud por lo cual quedó el único cargo de conspiración de lavado de dinero de unos 350 millones de dólares aprovechando un contrato firmado con el gobierno de Hugo Chávez en noviembre del 2011 para construir viviendas destinadas a personas de bajos ingresos extendido hasta septiembre de 2015, para la compra de materiales desde el Ecuador, obtenido mediante un mecanismo ilegal de sobornos pagados desde cuentas bancarias en Venezuela hacia cuentas en Estados Unidos, que tenía como propósito final sacar provecho del sistema de Control cambiario en Venezuela, con una sentencia máxima de 20 años. Por el momento se ha desestimado una segunda acusación de blanquear dinero obtenido ilegalmente a través de un sistema de subsidios alimentarios en Venezuela (CLAP) después de 2016, se sabe que el Departamento del Tesoro estadounidense lo sancionó por ese motivo en julio del 2019.El 2 de noviembre Saab se declaró no culpable al único cargo negociado con Cabo Verde para poder extraditarlo. El juicio se iniciará el 3 de enero de 2022, ha sido declarado de "interés público" para lo cual ha contratado en su defensa al bufete BakerHostetler.

#### Informante de la DEA
Según documentos judiciales publicados el 16 de febrero de 2022, Saab se convirtió en informante de la DEA desde agosto de 2016 y compartió información activamente con la justicia estadounidense sobre los sobornos que ofreció a funcionarios venezolanos, sus actividades ilícitas y contratos con el gobierno venezolano, planeando entregarse. El acuerdo de cooperación con las autoridades estadounidenses incluyó varias reuniones con agentes y fiscales tanto en Colombia como de Europa.
El 28 de noviembre de 2017 se volvieron a reunir con agentes especiales de la DEA y un Fiscal Federal en un interrogatorio en Bogotá. El 27 de junio de 2018 Saab firmó un acuerdo como fuente cooperante con la DEA. Sin embargo, de acuerdo con los fiscales, Estados Unidos dejó de considerarlo como colaborador después de que Saab incumpliera el plazo del 30 de mayo de 2019 fijado para entregarse y afrontar los cargos en Florida. Motivo por el cual la Oficina de Control de Activos Extranjeros emitió un comunicado de prensa a través de la Embajada de Estados Unidos en Venezuela de la sanciones a Álex Nain Sabb Morán el 25 d julio de 2019. El asistente del fiscal Michael Nadler explicó que Alex Saab estaba sobornando a Nicolás Maduro y otros funcionarios de alto rango y que tenía el control a donde iba el dinero, Saab tomaba 50 centavos por cada dólar del contrato y los reservaba y los ponía en cuentas que era para beneficio de Nicolás Maduro. A su vez Saab entregó a la DEA la suma de 10 millones de dólares, dinero por el cual se le está acusando de corrupción.

#### Descartan título diplomático
En noviembre de 2022 los Fiscales de EE.UU presentaron pruebas de supuesto forjamiento de la gaceta oficial extraoficial N° 6773 durante la presentación de los abogados defensores de Saab, al comparar una gaceta extraordinaria impresa del 26 de abril de 2018 con una versión presentada de forma digital que se puede corroborar fácilmente vía internet. Durante el juicio la fiscalía presentó a un experto del FBI que confirmó que la gaceta fue modificada y no coincide con la original. Durante la presentación de pruebas la justicia italiana en colaboración con la fiscalía entregó un informe de más de 80 páginas y reveló los CHAT de Camila Fabri con los diferentes familiares (mamá, tías), encontrados dentro de los celulares decomisados en Roma en 2019, puso al descubierto la red de lavado de dinero en complicidad con tías (a aquienes le pagaba 5 mil dólares mensuales), su hermana Beatriz y su cuñado Lorenzo Antonelli. Por otro lado, Sabrina Roberti y su marido Federico, padres de Camilla, resultan ser los propietarios de un piso en Cartagena, en la costa caribeña de Colombia.
En diciembre de 2022, la fiscalía ha insistido sobre la falsedad que presentó el defensor de Saab de las pruebas de una copia digital de la Gaceta venezolana, la defensa de Saab presentó tres cartas; una del excanciller Jorge Arreaza y dos cartas de Nicolás Maduro con fechas del 1 de abril de 2020, otra del 11 de junio de 2020 y 1 de julio de 2020 dirigida al líder supremo de Irán, el ayatolá Ali Khamenei, adicionalmente presentó testigos para corroborar la validez de los documentos, pero ya no sustentaron la publicación de la gaceta oficial.
En noviembre de 2023 se declararon culpables durante un juicio dos agentes de la DEA John Constanzo Jr. y Manny Recio de haber colaborado con la entrega de información confidencial a los abogados defensores de Alex Saab a cambio de una fuerte suma de dinero y que según los fiscales puso en peligro casos destacados y la vida de informantes del narcotráfico en el extranjero.
El juicio de Alex Saab se había programado a partir de junio de 2024, pero esta sería truncado al realizarse el canje de su libertad en diciembre de 2023, es decir no fue enjuiciado como se esperaba.

#### Esfuerzos de liberación
Desde su detención en Cabo Verde, han sido numerosos los intentos del gobierno del presidente Nicolás Maduro y de otras organizaciones para conseguir su liberación. El 29 de junio de 2023 el  gobierno inicia conversación entre emisarios de Maduro y Biden en Doha capital de Catar en una sesión privada tras la realización del Mundial de Futbol. Jorge Rodríguez Gómez, y Juan Sebastián González, asesor de Biden, se encontraron en el país árabe. Se supo meses después que se buscaba la liberación de Alex Saab. El 17 de octubre de ese año el Gobierno de Maduro y la Plataforma Unitaria firman en Bridgetown (Barbados) dos acuerdos provisionales sobre «la promoción de derechos políticos y garantías electorales para todos» y «la protección de los intereses vitales de la Nación». Las delegación del gobierno, estaba representadas por Jorge Rodríguez e incluía como delegada a Camila Fabri ,esposa de Alex Saab, con el solo propósito de negociar la liberación de Saab, donde no se llegó a negociar su liberación.
Se realizaron varias campañas exigiendo su liberación, incluso a través de redes sociales, con el fin de mostrar un supuesto apoyo a Saab por parte de la población venezolana. Así mismo, se llevaron a cabo campañas de difamación contra medios de comunicación y periodistas, con el fin de desprestigiar las investigaciones sobre el caso.

## Liberación

### Canje de prisioneros y liberación
En un giro significativo y sorpresa en el caso de Álex Saab, Estados Unidos y Venezuela acordaron un canje de prisioneros que condujo a su liberación. Este canje, realizado el 20 de diciembre de 2023 en una pista de la isla caribeña de San Vicente y las Granadinas, resultó en la excarcelación de Saab a cambio de la libertad de varios ciudadanos estadounidenses detenidos en Venezuela, marcando un momento crucial en las relaciones diplomáticas entre ambos países. Saab había sido detenido en 2020 por cargos de lavado de dinero, acusado por fiscales estadounidenses de desviar aproximadamente 350 millones de dólares de Venezuela a través del sistema financiero de Estados Unidos. Su extradición a Estados Unidos en octubre de 2021 había exacerbado las tensiones entre Caracas y Washington, llevando a la suspensión de las conversaciones de negociación facilitadas por Noruega. Las conversaciones iniciaron a finales de junio de 2023 entre emisarios de Maduro y Biden en Doha capital de Catar en una sesión privada tras la realización del Mundial de Futbol. Jorge Rodríguez Gómez, y Juan Sebastián González, asesor de Biden, se encontraron en el país árabe.
La liberación de Saab fue precedida por un indulto del presidente estadounidense Joe Biden, como parte de un acuerdo negociado con la mediación de Catar y antes del inicio de su juicio en junio de 2024. A su regreso a Venezuela, fue recibido en el aeropuerto por Cilia Flores y posteriormente por el presidente Maduro en el palacio presidencial de Miraflores en Caracas. Maduro celebró el retorno de Saab, otorgándole la nacionalidad venezolana y como un patriota, en un acto que simbolizó el triunfo de lo que él consideró una lucha por la verdad y la justicia. El canje también implicó la liberación de 10 ciudadanos estadounidenses, entre ellos los exmarines Luke Alexander Denman y Airan Berry, quienes cumplían condena de 20 años por una fallida incursión armada en Venezuela en 2020, Leonard Glenn Francis, alias "Fat Leonard", empresario malasio solicitado por la justicia estadounidence, que se declaró culpable en el peor escándalo de corrupción en la historia de la Armada de Estados Unidos, capturado en septiembre de 2022, incluye a Joseph Ryan Cristella, Jerrel Kenemore, Jason Saad, Eyvin Hernández y Savoi Wright, quienes fueron detenidos en Venezuela bajo diversas acusaciones. Estos individuos fueron liberados y llegaron a una base militar en San Antonio, Texas, el mismo día que Saab fue liberado. La administración de Biden enfatizó que la reunificación de ciudadanos estadounidenses detenidos injustamente con sus familias ha sido una prioridad desde el comienzo de su mandato.
También como parte del acuerdo fueron excarcelados 19 presos políticos venezolanos, entre ellos los seis sindicalistas detenidos en julio de 2022 y sentenciados a 16 años de prisión en agosto de 2023 acusados de terrorismo y traición a la patria por protestar por el aumento de salarios, el presidente de Súmate y suplente de la Comisión de las Primarias de la Plataforma Unitaria, Roberto Abdul, detenido el 6 de diciembre y sometido a una desaparición forzada de 48 horas, e Ivonne Barrios.
A raíz de la extradición, en marzo de 2024 Estados Unidos retira todos los cargos criminales a Alex Saab tras el perdón de Joe Biden, el magistrado federal  Robert N. Scola Jr juez del Distrito Sur de Florida, concedió la desestimación de todos los cargos que pesaban contra Saab tras el perdón presidencial.

### Críticas
Para algunos venezolanos, este acuerdo representó una victoria para el presidente Maduro, ya que logró la liberación de Saab, un individuo acusado por Estados Unidos de beneficiarse de la crisis humanitaria en Venezuela. Saab, empresario colombiano y asesor financiero de Maduro, había sido acusado en 2019 de estar implicado en un esquema de sobornos que desvió unos 350 millones de dólares de fondos destinados a un proyecto de viviendas gubernamentales en Venezuela. La detención de Saab en Cabo Verde en 2020 y su posterior extradición a Estados Unidos en 2021 para enfrentar cargos de lavado de dinero lo convirtieron en uno de los allegados de mayor rango de Maduro bajo custodia estadounidense. Saab se declaró no culpable de los cargos. Washington lo acusó de participar en un esquema que desviaba fondos gubernamentales destinados a planes alimentarios para personas necesitadas en Venezuela.
El senador Marco Rubio calificó la liberación de Saab como una "vergüenza", argumentando que este enfoque mina la política exterior de EE. UU. y debilita su compromiso con la promoción de elecciones libres en Venezuela. Según Rubio, otorgar concesiones a "un narco-dictador" está destinado al fracaso y perjudica la posición estadounidense en asuntos internacionales.María Elvira Salazar, representante del sur de Florida, interpretó la liberación de Saab como una victoria para el régimen de Maduro. Aunque expresó alivio por el retorno de los rehenes estadounidenses, mostró preocupación por la falta de progresos en temas cruciales como las elecciones presidenciales en Venezuela y la seguridad de líderes opositores como María Corina Machado.
Mario Díaz-Balart, congresista por Florida, criticó la decisión en redes sociales, describiéndola como una muestra de la política de apaciguamiento de la administración Biden hacia el régimen de Maduro, calificándola de "indignante y peligrosa".Carlos Giménez, en una conferencia de prensa con la organización Independent Venezuelan American Citizens (IVAC), condenó enérgicamente la liberación de Saab, calificándola de "patética". Expresó preocupaciones sobre la seguridad de los estadounidenses, sugiriendo que la medida podría incentivar a regímenes hostiles a usar ciudadanos estadounidenses como moneda de cambio.
Rick Scott también se sumó a las críticas, calificando la liberación de Saab como un grave error de la administración Biden y un retroceso en la lucha por la democracia en Venezuela. Scott abogó por la transparencia y la responsabilidad de Saab y el gobierno de Maduro en asuntos de narcoterrorismo y corrupción.Estas críticas han reforzado la posición de aquellos que ven la liberación de Saab como un riesgo que podría debilitar los esfuerzos por promover la democracia en Venezuela y salvaguardar la seguridad nacional de Estados Unidos.
El senador demócrata Robert Menendez criticó el intercambio, calificándolo de "inconcebible". Sin embargo, expertos en política exterior, como Christopher Sabatini de Chatham House, consideraron la liberación de los 10 estadounidenses como un éxito diplomático, a pesar de las complejidades de negociar con "regímenes criminales".El gobierno de Maduro defendió la detención de Saab, sosteniendo que era un enviado diplomático y, por lo tanto, no podía ser procesado. Como parte del acuerdo, Venezuela también accedió a devolver a Estados Unidos a Leonard Glenn Francis, conocido como Fat Leonard, un empresario malayo implicado en un importante caso de fraude y sobornos en la Armada estadounidense.
Ernesto Ackerman, presidente de Independent Venezuelan-American Citizens, comparó la situación con la del narcotraficante El Chapo, cuestionando la consistencia de la política de justicia de EE. UU. Ackerman expresó preocupación por las implicaciones de seguridad nacional, argumentando que la liberación de Saab podría incentivar acciones criminales contra intereses estadounidenses.José Antonio Colina, un teniente retirado de la Guardia Nacional venezolana y líder de una organización de venezolanos políticamente perseguidos en Florida, expresó su inquietud por la posibilidad de un entendimiento entre Estados Unidos y el régimen de Maduro. Colina teme que este acuerdo siente un precedente peligroso que podría afectar a exiliados políticos venezolanos en Estados Unidos.
El activista opositor ruso Garry Kasparov, quien consideró que la excarcelación de Saab es una traición a los muchos países que cooperaron con la captura del empresario colombiano. La Casa Blanca no comunicó oficialmente la liberación de Alex Saab. En el texto divulgado solo confirmó la excarcelación de 10 estadounidenses que estaban detenidos en Venezuela. Juan Sebastián González representante de Biden respondió: «El acuerdo es que no más americanos serán detenidos en Venezuela». “Ahora nuestro enfoque seguirá siendo las elecciones competitivas e inclusivas en Venezuela”, dijo y alegó que la medida forma parte de las condiciones del acuerdo de Barbados con el régimen de Nicolás Maduro, el tema de liberación de Alex Saab siempre fue planteado por representantes del gobierno aunque fue negado siempre su liberación.

### Prohibiciones
El gobierno de Joe Biden comprometió a Alex Saab a no repetir las siguientes prohibiciones.
- Alex Saab, señalado testaferro de Nicolás Maduro, debía salir de Estados Unidos de inmediato.
- Álex Naim Saab Morán permanecerá en lo sucesivo fuera de los límites de Estados Unidos, sus territorios y sus posesiones
- Saab Morán "renunciará y liberará todos y cada uno de los reclamos, demandas, derechos y causas de acción de cualquier clase y naturaleza contra Estados Unidos de América, sus agentes, servidores y empleados".
- Deberá renunciar a todos y cada uno de los reclamos y futuras impugnaciones y abandonar todos y cada uno de los fondos y bienes ya incautados o sujetos decomiso en los Estados Unidos.
- "Álex Naim Saab Morán no aceptará ni recibirá ningún tipo de financiación o beneficio directa o indirectamente, de cualquier forma o cantidad, de cualquier libro, película u otra publicación o producción, en cualquier forma o medio, sobre su situación".
- Además, se advierte que si Saab viola alguna de las cinco prohibiciones que quedaron explícitas en el oficio firmado por Biden, el perdón puede ser anulado incluso por otro presidente.

### Condiciones
La Casa Blanca ha mantenido su posición de que la liberación de Saab fue parte de un acuerdo más amplio que incluye la liberación de ciudadanos estadounidenses y políticos en Venezuela. Sin embargo, la controversia generada por este canje refleja la tensión entre las necesidades inmediatas de la diplomacia y las preocupaciones a largo plazo sobre la integridad de la política exterior y la seguridad nacional de Estados Unidos.
Juan Sebastián González asesor y representante de Joe Biden respondió: «El acuerdo es que no más americanos serán detenidos en Venezuela». De tal forma fueron liberados 10 estadounidenses. Asimismo aseguró que el gobierno de ese país se enfocarán en el futuro de Venezuela, «Estamos en una posición en la que podremos enfocarnos en el futuro de Venezuela y que sean los venezolanos quienes elijan a sus líderes a través del ejercicio de elecciones competitivas e inclusivas»

### Ministro de Industrias (2024)
El 15 de enero Nicolás Maduro durante su "informe anual de memoria y cuenta" en el parlamento, nombró a Alex Saab como el nuevo presidente del Centro de Inversión Productiva de Venezuela. Jorge Rodríguez ha anunciado que Alex Saab, será como uno de los jerarcas del PSUV. El 31 de enero Venezuela y Turquía suscribieron un Memorándum de Entendimiento en áreas como petróleo y gas posterior a la posible activación de sanciones de Estados Unidos con la participación de Alex Saab.
El 18 de octubre Nicolás Maduro suplanta a Pedro Tellechea y designa a Alex Saab como nuevo ministro para la Industria y Producción Nacional, Saab pasó de comisionista extranjero a ministro. Mientras su esposa Camila Fabri fue nombrada viceministro de comunicación internacional, quien es solicitada por la justicia de Italia, así informó la periodista Maibort Petit.Intervención de Camila Fabri de Saab, viceministra de Comunicación Internacional, 34° Sesión del Consejo Intergubernamental del Programa Internacional para el Desarrollo de la Comunicación.
En noviembre el gobierno informó que pondrá a la venta unas 350 empresas industriales principalmente a empresarios venezolanos. Luigi Pisella presidente de Conindustria, informó que podría haber entre 500 y 600 empresas a las que el gobierno quiere incorporar capital privado, «En el año 2013, el producto interno bruto per cápita estaba cercano a los 12.000 dólares por año y hoy, si bien arrancamos en el año 2021 en 2000 dólares, estamos en 3000 dólares. Necesitamos recuperar crecimiento y consumo para que la utilización de la capacidad instalada se incremente», señaló.
Con la llegada de Alex Saab al Ministerio para la Industria y Producción Nacional, resurge la propuesta de vender Monómeros durante 2023, a lo que el presidente colombiano Gustavo Petro ha presentado su protesta directamente a Nicolás Maduro a través de una carta. La renuncia al cargo del representante del gobierno colombiano, Rodrigo Ramírez, y la intervención de la Superintendencia de Industria y Comercio de Colombia que anunció que sometió al máximo grado de supervisión al fabricante de fertilizantes Monómeros Colombo Venezolanos para preservar la empresa como unidad productiva y fuente generadora de empleo, ante la situación financiera que presenta, sin que signifique una toma de posesión ni habilita al organismo para coadministrar la empresa ha enfriado la venta.